# Stanisław Lisowski (1880–1964)
Stanisław Lisowski (ur. 1 stycznia 1880 w Wilnie, zm. 5 października 1964 w Toruniu) – bibliotekarz, bibliolog, znawca starodruków i inkunabułów, bibliofil, archiwista w Archiwum Państwowym w Lublinie, kustosz Biblioteki Uniwersyteckiej w Wilnie oraz Biblioteki Uniwersyteckiej w Toruniu, członek polskiej delegacji Specjalnej Komisji Mieszanej ds. rewindykacji i restytucji polskich dóbr kultury, działającej na podstawie art. XI, pkt. 15 traktatu ryskiego.

## Życiorys

### Dzieciństwo i młodość
Urodził się w Wilnie w zubożałej rodzinie szlacheckiej. Jego ojciec Józef był urzędnikiem kolejowym, matka Matylda wywodziła się z Biesiekierskich.
Ukończył klasyczne gimnazjum wileńskie, elitarną szkołę średnią o profilu humanistycznym i matematyczno-przyrodniczym. Po uzyskaniu świadectwa dojrzałości w 1900 r., zapisał się na wydział prawny Uniwersytetu Petersburskiego, który ukończył w 1914 r., uzyskując dyplom I stopnia. Jako wolny słuchacz uczęszczał na Wydział Filologiczny, gdzie studiował filozofię, psychologię, wstęp do gramatyki porównawczej języków indoeuropejskich oraz języki bułgarski i czeski. Brał udział w zajęciach Jana Baudouin de Courtenay i Aleksieja Szachmatowa. Jednocześnie pod kierunkiem Stanisława Ptaszyckiego kształcił się w zakresie bibliotekoznawstwa i bibliografii .
Poczynając od roku 1910 brał czynny udział w studenckim kole bibliograficznym, gdzie wygłosił szereg referatów na tematy mające związek z historią książki oraz bibliotek, ze szczególnym uwzględnieniem dziejów książki polskiej i polskich książnic .

### Kariera naukowa
Od sierpnia 1911 do końca 1915 r. pracował w charakterze pomocnika naczelnego bibliotekarza Biblioteki Akademii Nauk w Petersburgu, w oddziale książki polskiej. Działał w Rosyjskim Towarzystwie Bibliograficznym akredytowanym przy tejże akademii, z czasem został nawet członkiem jego zarządu. Wygłosił w tym gremium szereg referatów z dziedziny bibliotekoznawstwa polskiego oraz bibliografii. W 1912 r. odbył podróż naukową do Bułgarii i Serbii, gdzie zapoznał się z funkcjonującym tam systemem bibliotecznym. W roku 1913 został oddelegowany przez Cesarską Akademię Nauk do Moskwy na kursy biblioteczne, w celu poniesienia kompetencji w zakresie bibliotekoznawstwa.
Po powrocie nad Newę – na dawne stanowisko w bibliotece – przygotował do druku sprawozdanie dla Rosyjskiego Towarzystwa Bibliologicznego nt. moskiewskich kursów bibliotekoznawczych. W tym czasie nawiązał bliską współpracę z Zygmuntem Mocarskim (przyszłym dyrektorem Książnicy Miejskiej w Toruniu) nad opracowaniem teoretycznych podstaw bibliologii (księgoznawstwa) jako nauki .
W 1915 r. Akademia Nauk w Petersburgu wydała jego pracę bibliograficzną „Pol’skaâ literatura, istorììâ i drevnosti v 1912–1913 gg. Biblìografììâ”. Rok później zredagował i opublikował „Polski Kalendarz Piotrogrodzki na rok przestępny 1916. Rocznik ilustrowany informacyjno-historyczno-literacki” (praca zbiorowa tych, których los rzucił nad Newę), wydany nakładem Wacława Zgody. Rok 1916 był dla niego dość trudny i niekorzystny, bowiem zachorował na ciężką anemię, a potem na szkorbut z powikłaniami.
15 października 1922 r. w kościele św. Katarzyny (głównej świątyni całej petersburskiej wspólnoty rzymskokatolickiej) w obecności światków – m.in. Stanisława Ptaszyckiego – zawarł związek małżeński z Jadwigą Wolańską, córką Stanisława Adolfa (lekarza) i Antoniny Heleny (z Sylwestrowiczów) Wolańskich. W latach 1916–1922 utrzymywał się z prywatnych lekcji i nauczania w szkole polskiej .
W listopadzie 1922 r. powrócił do Polski i zamieszkał w Lublinie, gdzie otrzymał stanowisko archiwisty kontraktowego w Archiwum Państwowym u boku Stanisława Ptaszyckiego. 1 lipca 1924 r. mianowany został etatowym archiwistą tegoż archiwum. Pracował tu do końca roku 1927. W tym czasie był kilkakrotnie powoływany jako rzeczoznawca naukowy do Specjalnej Mieszanej Komisji w Piotrogrodzie w celu odbioru starodruków zagrabionych i wywiezionych z I Rzeczypospolitej przez carat, podlegających rewindykacji na mocy traktatu ryskiego. W ramach tych prac opracował m.in. wykaz inkunabułów (ponad 4500) pochodzących z klasztorów polskich . Napisał też cały szereg wyczerpujących referatów o kulturalnym znaczeniu polskich klasztorów, aldynach i elzewirach polskiej proweniencji w zborach petersburskich czy kolekcjonerskiej pasji Józefa Andrzeja Załuskiego.
1 stycznia 1928 r. został powołany na stanowisko kierownika oddziału starych druków i cymeliów Biblioteki Uniwersyteckiej i Publicznej Uniwersytetu Stefana Batorego w Wilnie. Pracował tam aż do chwili przekazania przez polskie władze uniwersyteckie biblioteki Litwinom (15 grudnia 1939 r.). 15 stycznia 1940 r. został powołany na stanowisko bibliografa, na którym pozostawał do 15 kwietnia 1945 r., czyli chwili wyjazdu do Polski. W trakcie pobytu w Wilnie zorganizował i usystematyzował oddział starych druków, opracował również katalog inkunabułów. Jednocześnie pełnił obowiązki zastępcy dyrektora . Wśród ważniejszych jego publikacji z tego okresu wymienić można m.in. „Uniwersytecka Biblioteka Publiczna za czasów rosyjskich” (Wilno 1932), Uniwersytecka Biblioteka Publiczna w Wilnie w latach 1919–1929 (Wilno 1931), „Starodruki Biblioteki Uniwersyteckiej” (Wilno 1932), „O losach ksiąg Zygmuntowych” (Wilno. Kwartalnik poświęcony sprawom miasta Wilna, 1939, r. 1, nr 2, s. 145–152).
Był scenarzystą i organizatorem dużych monograficznych wystaw np.: „Starodruki Biblioteki Uniwersyteckiej”, „Stulecie Pana Tadeusza”, „Jędrzej Śniadecki” (chemik, lekarz), „Gutenberg na tle rozwojowym drukarstwa aż do czasów obecnych”, „Twórczość Adama Mickiewicza” itp. Angażował się w działalność Koła Wileńskiego Związku Bibliotekarzy Polskich. Początkowo jako członek, później wiceprezes, opracowywał i wygłaszał prelekcje z zakresu bibliologii, bibliografii, bibliotekarstwa i historii bibliotek . Za krzewienie czytelnictwa został odznaczony w listopadzie 1938 r. – na wniosek ministra WRiOP Wojciecha Alojzego Świętosławskiego – Wawrzynem Akademickim. Był członkiem Towarzystwa Bibliofilów Polskich w Wilnie. Już w roku swojego przyjazdu do Wilna zaangażował się w przygotowanie eksponatów na zorganizowaną przez nie wystawę regionalną poświęconą dziejom książki polskiej w Wilnie. W kwietniu 1928 r. przygotował na Nadzwyczajne Walne Zgromadzenie Członków Towarzystwa Bibliofilów Polskich w Wilnie pokaz inkunabułów ze zbiorów Uniwersyteckiej Biblioteki Publicznej. W maju 1929 r. został przewodniczącym Towarzystwa Bibliofilów Polskich w Wilnie, lecz na krótko, bowiem z powodów zdrowotnych musiał ustąpić z tej funkcji. W październiku 1930 r. zastąpił go Ludwik Chomiński. Od 1933 r. Towarzystwo Bibliofilów Polskich organizowało odczyty na temat produkcji książki – ich scenarzystą był Stanisław Lisowski wraz z Gracjanem Achrem-Achremowiczem, artystą grafikiem związanym z Wilnem. Do współpracy zaproszono Wileńskie Koło Bibliotekarzy Polskich.
Stanisław Lisowski posiadał bardzo cenne i ciekawe zbiory, ok. 5000 tomów oraz blisko 3000 ekslibrisów polskich, niemieckich, litewskich i rosyjskich od XVII do XX w. Jego własny ekslibris wykonany został przez Gracjana Achremowicza. Po jego śmierci część kolekcji ekslibrisów i książek zakupiła Biblioteka Uniwersytecka w Toruniu, a pozostałą część Antykwariat Naukowy w Bydgoszczy .

### Okres po II wojnie światowej
Stanisław Lisowski 28 kwietnia 1945 r. wyjechał do Polski jako repatriant, od 7 maja tegoż roku zamieszkał w Toruniu. Od 1 czerwca do 31 sierpnia 1945 r. był wicedyrektorem Książnicy Miejskiej im. Mikołaja Kopernika w Toruniu, a od października 1945 r. aż do emerytury pełnił obowiązki kustosza oraz kierownika Oddziału Starych Druków Biblioteki Uniwersyteckiej w Toruniu. Był członkiem m.in. Koła Toruńskiego Związku Bibliotekarzy i Archiwistów Polskich, Towarzystwa Bibliofilów im. Joachima Lelewela w Toruniu , Towarzystwa Literackiego im. Adama Mickiewicza. W latach 1951–1952 prowadził wykłady z zakresu nauki o książce dla studentów Wydziału Humanistycznego UMK oraz słuchaczy kursów organizowanych przez Związek Bibliotekarzy i Archiwistów Polskich (1952/1953).
Zmarł w Toruniu 5 października 1964 r., pochowany na Cmentarzu Staromiejskim św. Jerzego.

## Ordery i odznaczenia
- Krzyż Kawalerski Orderu Odrodzenia Polski (1958)[13][2]
- Medal Niepodległości (27 czerwca 1938)[14]
- Srebrny Wawrzyn Akademicki (5 listopada 1938)[11]
- Medal 10-lecia Polski Ludowej (19 stycznia 1955)[15]